# 上野建一
上野 建一（うえの けんいち、1931年2月25日 - ）は、日本の政治家。元日本社会党衆議院議員(2期)。

## 来歴
山形県鶴岡市生まれ。1945年2月に、海軍少年兵に志願して、防府海軍通信学校に入った。復員後、鶴岡市役所土木課に勤める。県立鶴岡高等学校（現・山形県立致道館高等学校）定時制在学中に社会党に入党した。1953年、高校を卒業した。同年、上京して『社会タイムス』の記者となった。『社会タイムス』が1954年に休刊すると同年社会主義協会に入局、『社会主義』編集などに携わる。明治大学法学部中退。1962年10月に社会主義協会を退職した。
1963年千葉県議に当選し4期務めた。三里塚闘争初期において小川国彦らとともに支援活動を行う。

### 1981年千葉県知事選挙
1981年、当時の千葉県知事川上紀一が東京都内の不動産業者から選挙資金として5000万円を受け、念書を署名し、その業者に渡したとされる川上五千万円念書事件で辞職。同年の千葉県知事選挙に上野は社会党の推薦と公明党、民社党の支持を受け、無所属で立候補したが沼田武に敗れて落選した。なお、この時記録した25.38％の投票率はそれまでの全国知事選では過去最低だった。
※当日有権者数：-人 最終投票率：25.38%（前回比：-pts）
| 候補者名 | 年齢 | 所属党派   | 新旧別 | 得票数    | 得票率 | 推薦・支持              |
| -------- | ---- | ---------- | ------ | --------- | ------ | ----------------------- |
| 沼田武   | -    | 無所属     | 新     | 394,139票 | 50.62% | 自民推薦                |
| 上野建一 | 50   | 無所属     | 新     | 163,086票 | 20.95% | 社会推薦 公明・民社支持 |
| 宮川淑   | -    | 無所属     | 新     | 110,224票 | 14.16% | -                       |
| 桜井恵   | -    | 日本共産党 | 新     | 83,233票  | 10.69% | -                       |
| 吉田浩   | -    | 無所属     | 新     | 15,946票  | 2.05%  | -                       |
| 高田がん | -    | 無所属     | 新     | 11,974票  | 1.54%  | -                       |

1983年の総選挙で旧千葉1区から立候補して初当選。1986年の総選挙で落選したが、1990年の総選挙で復帰した。社会党内での社会主義協会派の代表的人物のひとりであった。1992年、後述の不祥事により3月13日に辞職した。この影響で社会党も離党した。1996年1月、新社会党の結成に参加。同年10月の1996年の総選挙比例代表南関東ブロックに同党から立候補するも落選。政界を引退したが、新社会党の役員は引き続き務め、選対委員長、書記長を歴任した。1998年の社会主義協会分裂にあたっては、坂牛哲郎とともに新社会党系社会主義協会(いわゆる坂牛協会)の代表に就任した。
現在は新社会党で顧問を務めている。2020年11月、幼少から社会主義協会分裂頃までの自己の政治活動体験を振り返った今村稔との対談集『あのころ　あのひと』を刊行した。

## 不祥事
リゾート開発会社「真里谷」からパーティー券購入と秘書給与の負担を受けていたことが明るみに出た。リゾート開発会社のオーナーは預託金を流用して稲川会幹部に4億円を貸し付けていた。なお、上野は政治資金に関するマスコミからの批判に関して、歪曲、捏造、誇張があったとしている。

## 著書
- 『あのころ　あのひと　上野建一・今村稔対談』(社会主義協会　2020年11月、今村稔との共著)